# Saint-Valentin (Québec)
Pour les articles homonymes, voir Saint-Valentin (homonymie).
Saint-Valentin, anciennement appelé Stottsville, est une municipalité du Québec qui est située dans la MRC du Haut-Richelieu en Montérégie.

## Toponymie
Elle est nommée en l'honneur de Valentin de Rome.

## Histoire
À la naissance, le territoire de Saint-Valentin couvre non seulement la municipalité actuelle, mais également Saint-Paul-de-L'île-aux-Noix et une partie de Saint-Blaise-sur-Richelieu.

## Armoiries

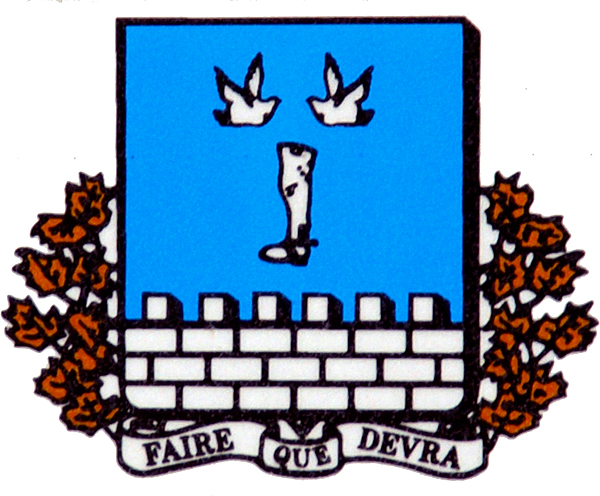
L'écu de Saint-Valentin.

Les auteurs de cet armorial ont voulu rappeler le bleu azur du blason de la famille des Seigneurs de Léry, propriétaire du territoire de Saint-Valentin.
Les six créneaux représentent les six rangs existant sur le territoire de la municipalité.
La botte, au centre, est le symbole du nom de la famille Chaussegros de Léry.
La présence de deux colombes en chef symbolise l'amour et s'explique par le fait que la mi-février, date de la fête du patron de la paroisse de Saint-Valentin, est la période où les oiseaux cherchent à s'accoupler.

## Géographie
La municipalité est située entre Saint-Jean-sur-Richelieu et la frontière avec les États-Unis, distante entre elles d'une vingtaine de kilomètres.
La rivière Lacolle délimite le sud de la municipalité en coulant vers le sud-est.

## Démographie
| 1986 | 1991 | 1996 | 2001 | 2006 | 2011 | 2016 | 2021 |
| ---- | ---- | ---- | ---- | ---- | ---- | ---- | ---- |
| 516  | 510  | 490  | 479  | 478  | 470  | 447  | 418  |

## Emblème floral

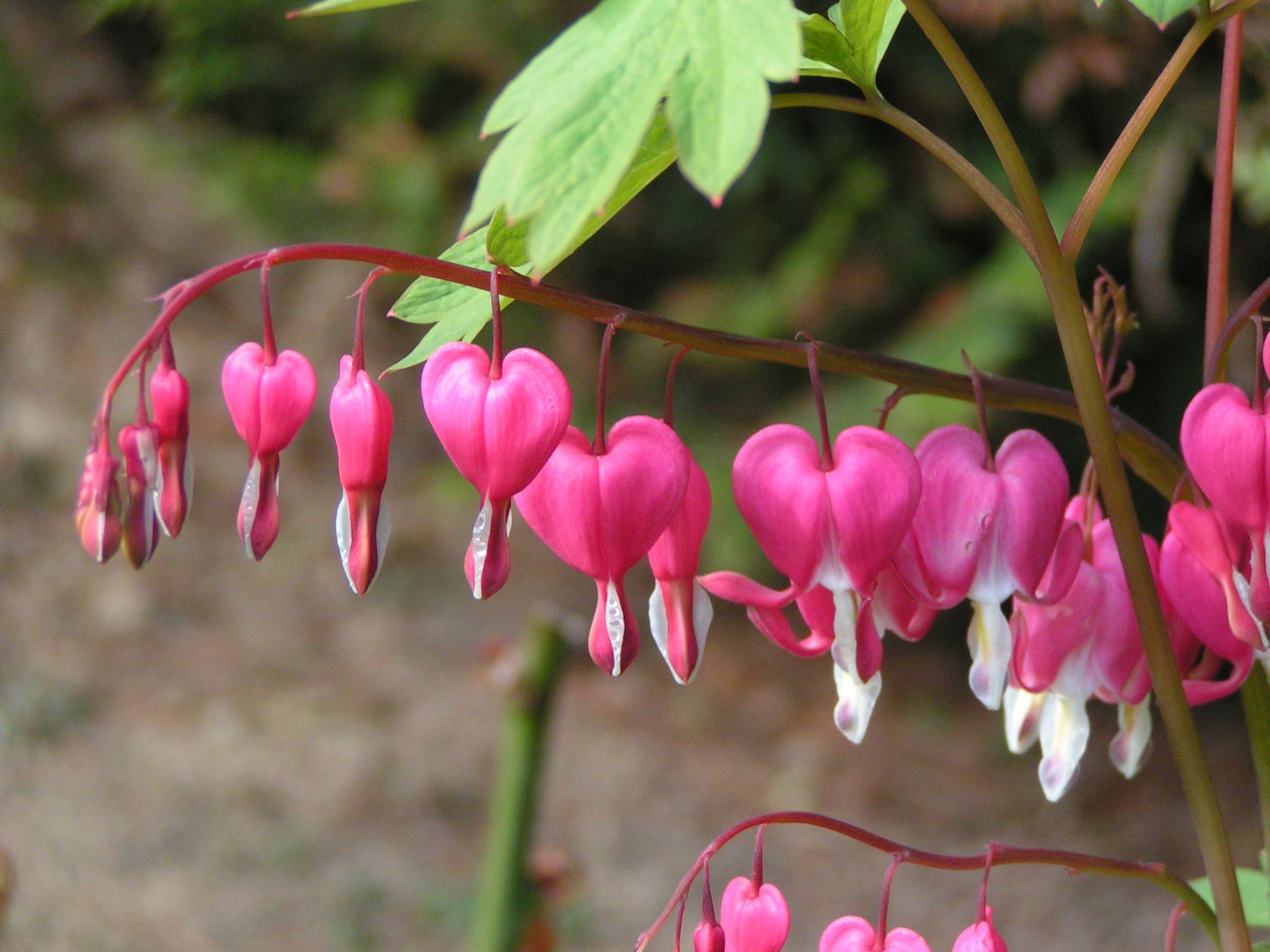
L'emblème floral.

L'emblème floral de la municipalité est le cœur saignant. Ces originales petites fleurs bicolores, le plus souvent roses et blanches en forme de cœur, ressemblent à de petites guirlandes suspendues. C'est une plante indigène originaire du nord de la Chine.

## Administration municipale
Le 3 mai 2008 celle-ci changea son statut de paroisse pour celle de municipalité.

### Élections
Aux élections provinciales, les Valentines et les Valentins votent dans la circonscription de Huntingdon et pour ce qui est des élections fédérales, ils votent dans la circonscription de Saint-Jean. Présentement, Stéphane Billette, du PLQ, représente la circonscription de Huntingdon et c'est Jean Rioux, du PLC, qui représente le comté de Saint-Jean.

### Les membres du conseil
|         | 2005-2009         | 2009-2013          | 2013-2017                                              | 2017-2021          |
| ------- | ----------------- | ------------------ | ------------------------------------------------------ | ------------------ |
| Maire   | Yvon Landry       | Pierre Chamberland | Pierre Chamberland                                     | Pierre Chamberland |
| Poste 1 | Robert Van Wijk   | Robert Van Wijk    | Robert Van Wijk                                        | Robert Van Wijk    |
| Poste 2 | Joaquin Rodrigues | Joaquin Rodrigues  | Mélanie Bisaillon (2013-15) Nicole Lussier (2015-2017) | Nicole Lussier     |
| Poste 3 | Roger Fortin      | Roger Fortin       | Roger Fortin                                           | Michelle Richer    |
| Poste 4 | Paolo Girard      | Paolo Girard       | Paolo Girard                                           | Paolo Girard       |
| Poste 5 | Pierre Vallières  | Pierre Vallières   | Pierre Vallières                                       | Pierre Vallières   |
| Poste 6 | Luc Van Velzen    | Luc Van Velzen     | Luc Van Velzen                                         | Luc Van Velzen     |

### Maires
| Saint-Valentin Maires depuis 2001                                                                                    |                    |         |          |
| Élection | Maire              | Qualité | Résultat |
| 2001 | Yvon Landry        |         | Voir     |
| 2005 | Yvon Landry        | Voir    |          |
| 2009 | Pierre Chamberland |         | Voir     |
| 2013 | Pierre Chamberland | Voir    |          |
| 2017 | Pierre Chamberland | Voir    |          |
| 2021 | Pierre Chamberland | Voir    |          |
| Élection partielle en italique Depuis 2005, les élections sont simultanées dans toutes les municipalités québécoises |                    |         |          |

La tendance de la population est légèrement à la baisse. C'est la plus petite population dans le Haut-Richelieu et la dixième plus petite population en Montérégie.

## Éducation
La Municipalité de Saint-Valentin fait partie de la Commission scolaire des Hautes-Rivières. Les enfants qui résident à Saint-Valentin doivent aller à l'école primaire à Saint-Paul-de-l'Île-aux-Noix puisque la municipalité n'en a plus depuis plusieurs années. Pour ce qui est des études secondaires, les étudiants ont le choix de plusieurs écoles secondaires publiques et privées.

## Personnalités
Le peintre et sculpteur Robert Lorrain demeure à Saint-Valentin dans un domaine où il a son atelier, près d'une ancienne carrière où furent extraites les pierres de construction de plusieurs églises de la région. Samuel Surprenant, un jeune né à Saint-Valentin, a participé au Forum étudiant en 2015 et il y participera encore en janvier 2016. Le Forum étudiant est diffusé à la télévision au canal de l'Assemblée Nationale. Finalement, Pénélope Lussier-Tomaszewski a participé au festival de Jazz de Montréal avec Le stage band de l'école secondaire Bouthillier et elle est également la fille de la conseillère municipale Nicole Lussier.

## Festival de la Saint-Valentin
Chaque année, durant une dizaine de jours incluant la fête patronale, se déroule le festival de la Saint-Valentin. À cette occasion les habitants participent à l'évènement, entre autres, en décorant et illuminant leurs maisons.
Principales animations : des spectacles, des repas communautaires, des expositions artisanales, un cachet postal commémoratif, et des promenades en carrioles à travers le village.
À cause de son homonymie avec la fête de la Saint-Valentin, consacrée aux amoureux, le bureau de poste de la ville utilise un cachet d'oblitération spécial, tout comme le bureau du village français de Saint-Valentin (Indre). En 2004, d'après la maître de poste, 6 500 cartes ont été ainsi oblitérées.

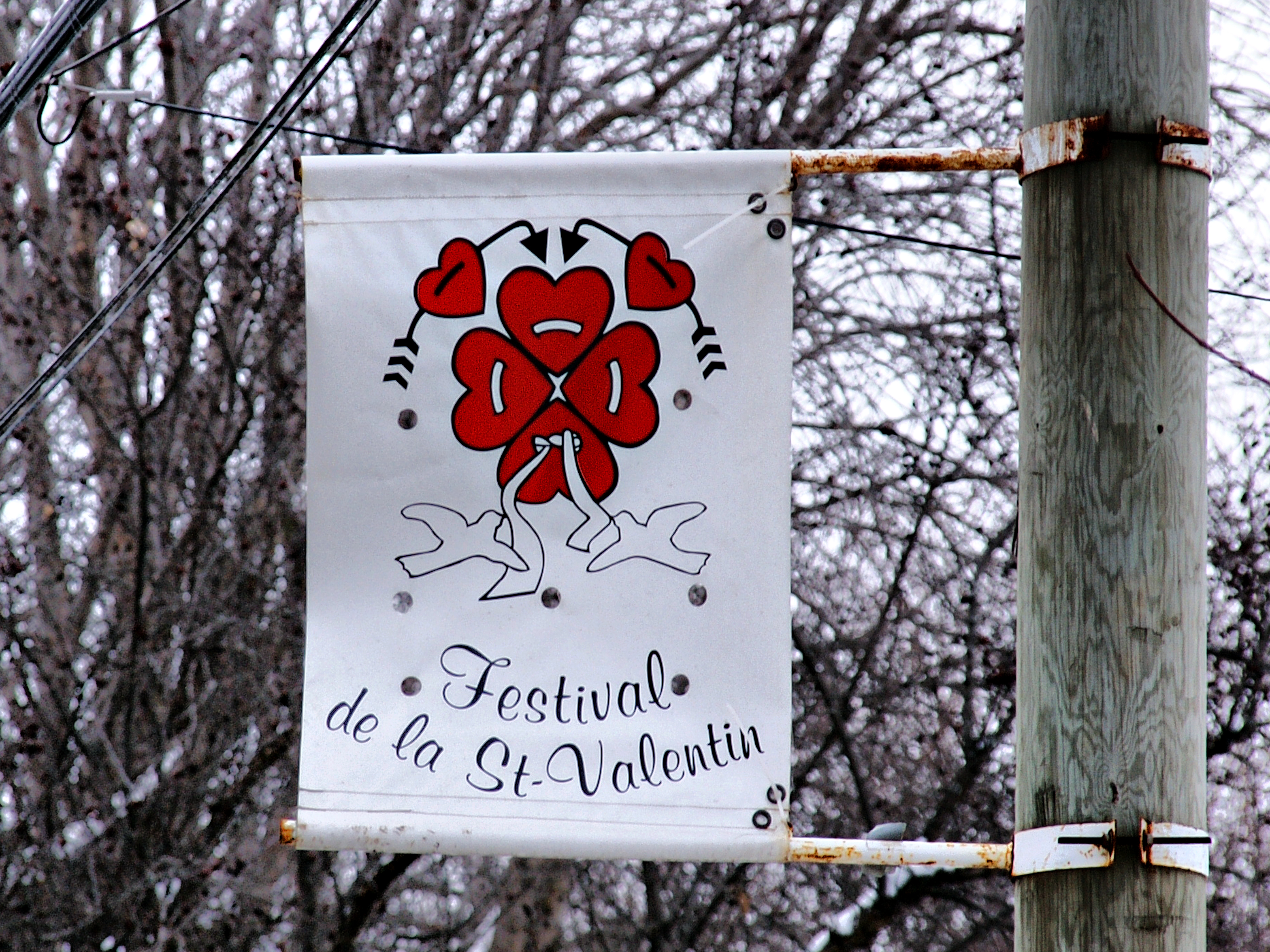
Oriflamme du festival
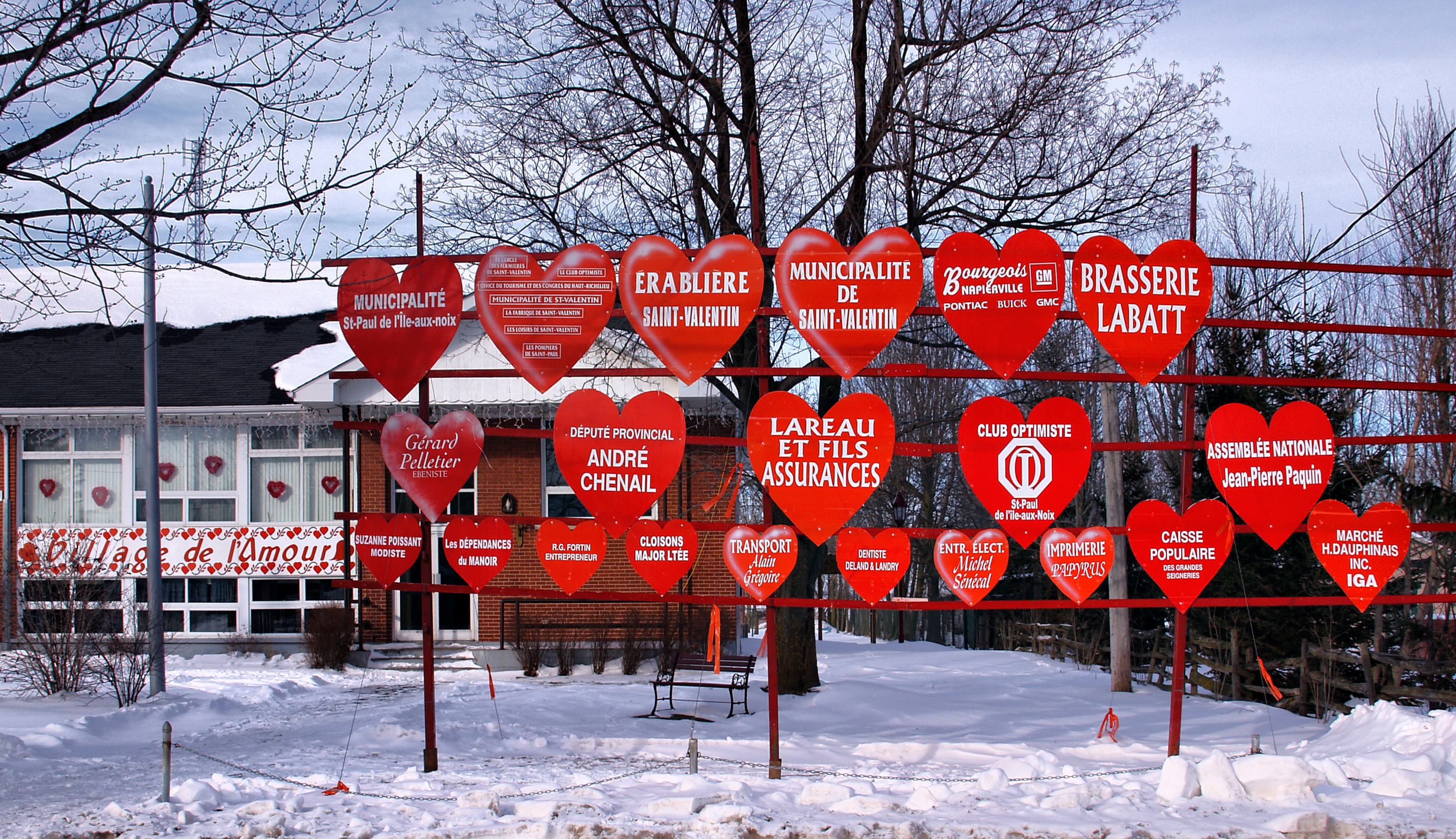
Le village de l'Amour en 2007
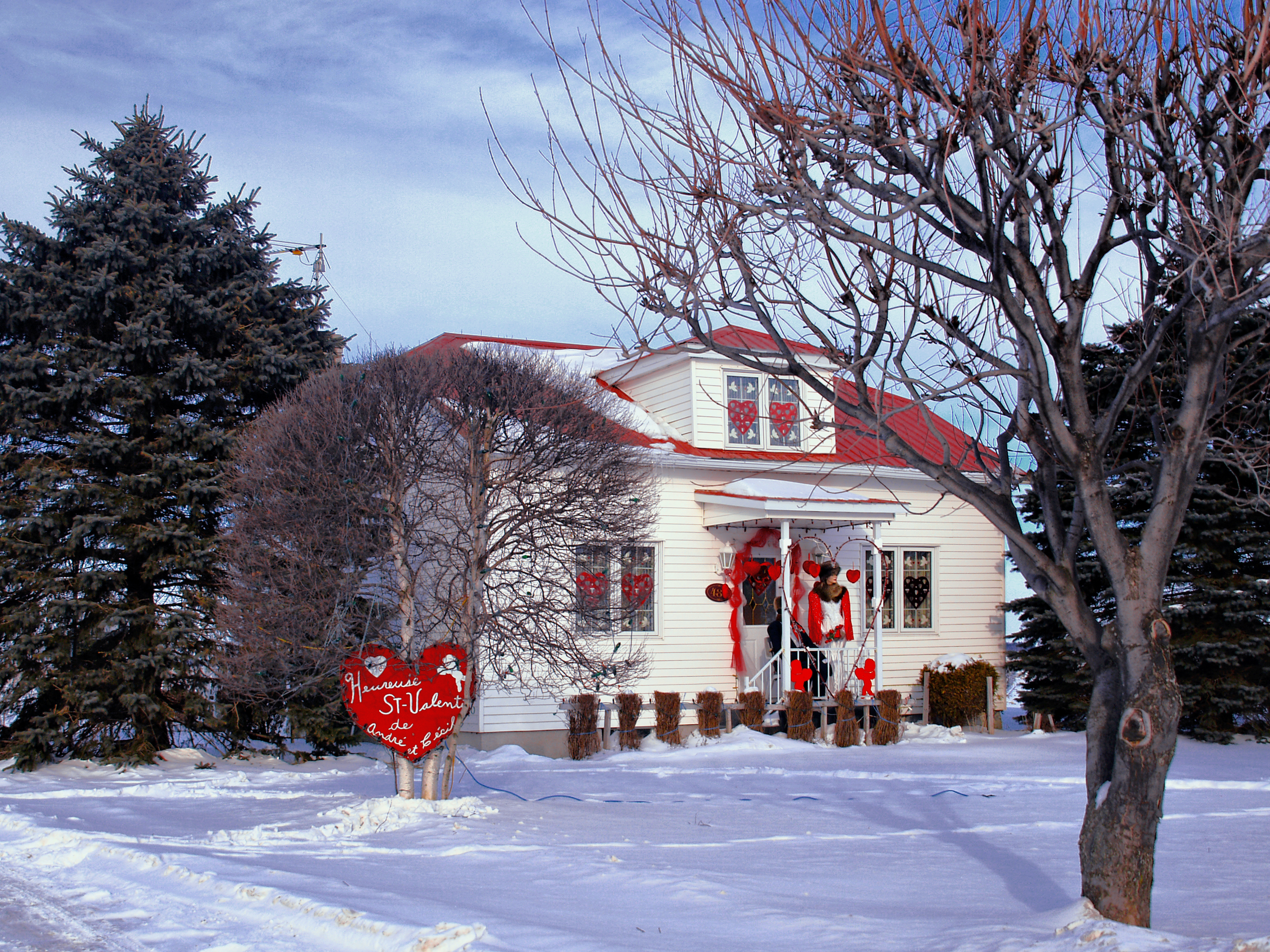
Maison décorée en 2007

### Autres attraits touristiques
Saint-Valentin est reconnue des alentours pour sa cabane à sucre et ses magnifiques paysages à voir en effectuant du vélo. D'ailleurs Saint-Valentin a gagné le prix Coup de Cœur des Boucleurs lors du Grand défi Pierre Lavoie en 2016. Il est également possible durant l'été d'aller cueillir des fraises aux Fraises Louis Hébert. Depuis 2004, il y a aussi la boutique Suzanne Poissant Modiste et vous trouverez sous le même toit, Le Petit Musée du Chapeau.
Cette municipalité se trouve sur le parcours du Circuit du Paysan ainsi que sur trajet de la Route verte.

## Jumelage
La Municipalité de Saint-Valentin est jumelée avec Sakutō (bourg centré sur le thème de la Saint-Valentin), depuis 2005 fusionné dans la ville de Mimasaka au Japon depuis le 24 octobre 1997, renouvelé le 24 février 2017 entre Mimasaka et Saint-Valentin.

## Galerie photo

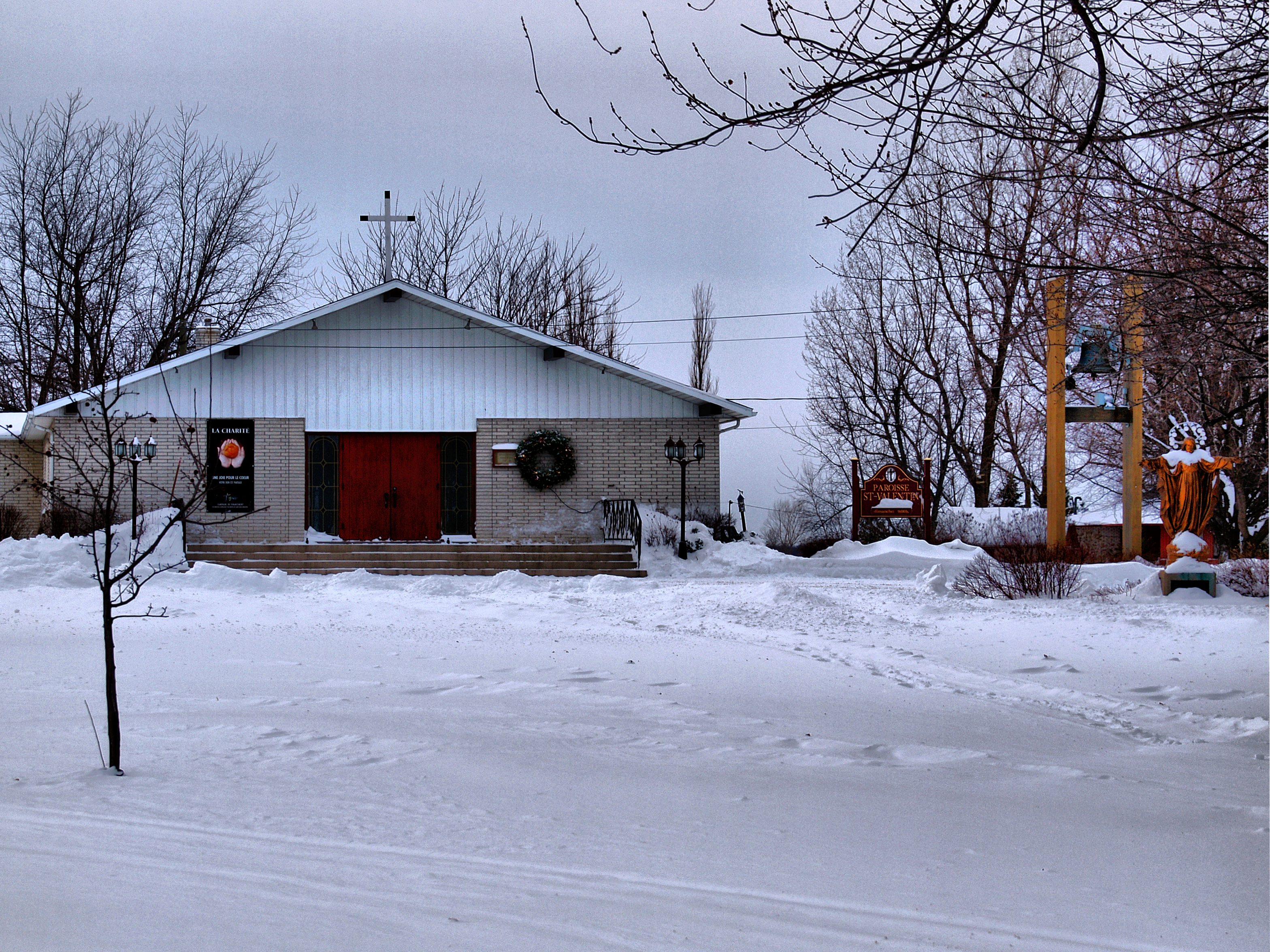
L'église paroissiale
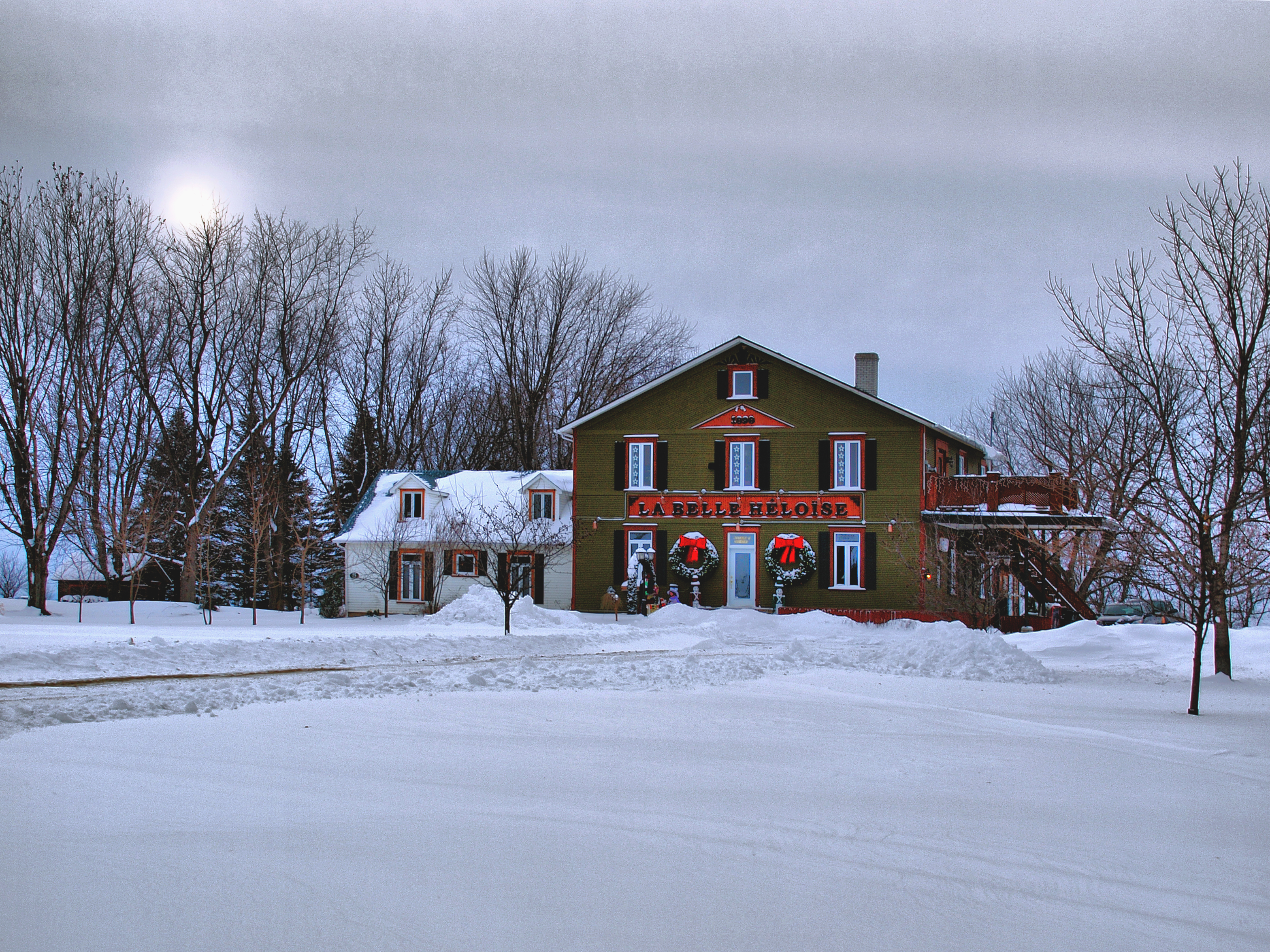
"La Belle Héloïse", auberge restaurant
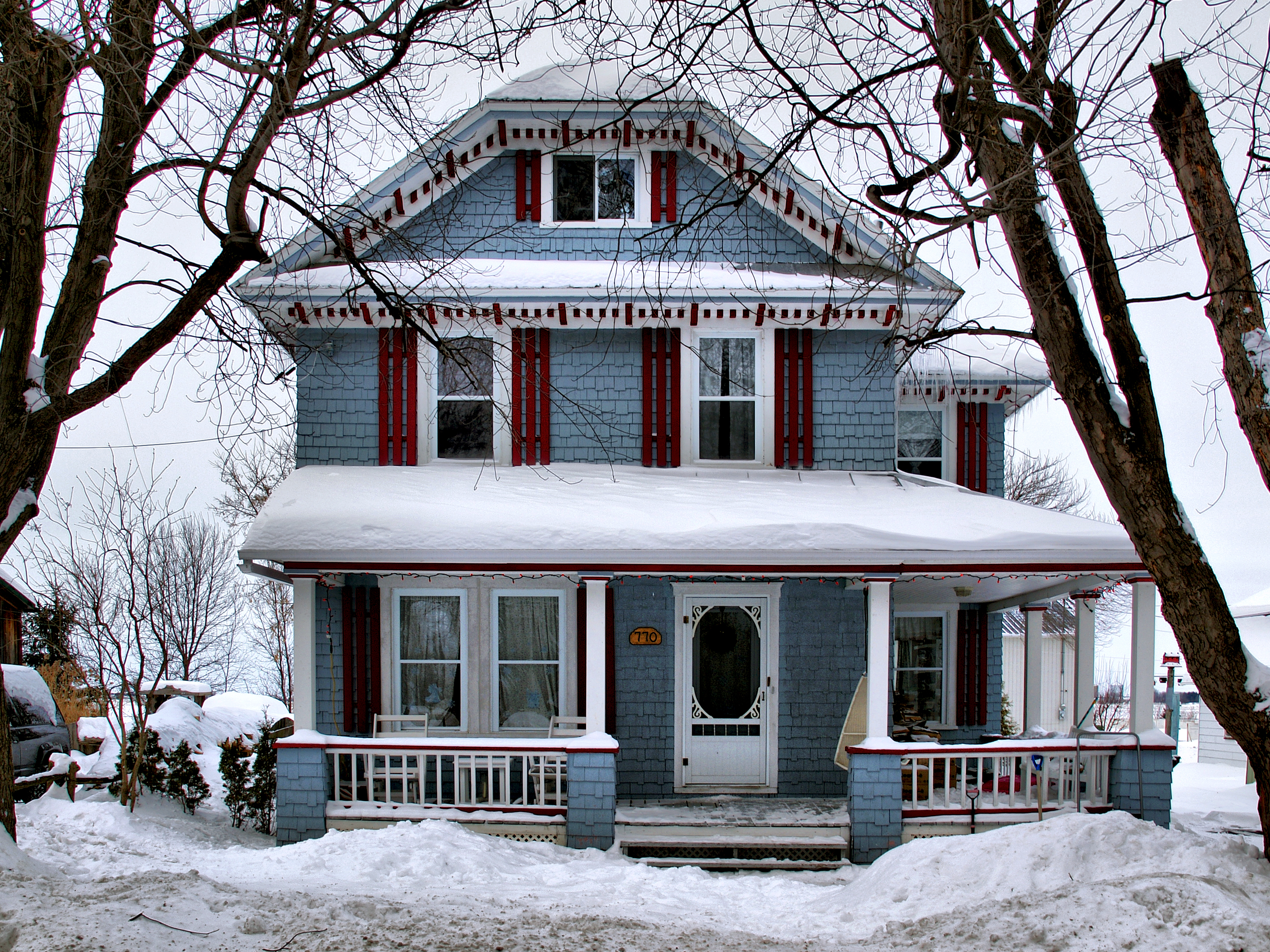
Vieille maison du village
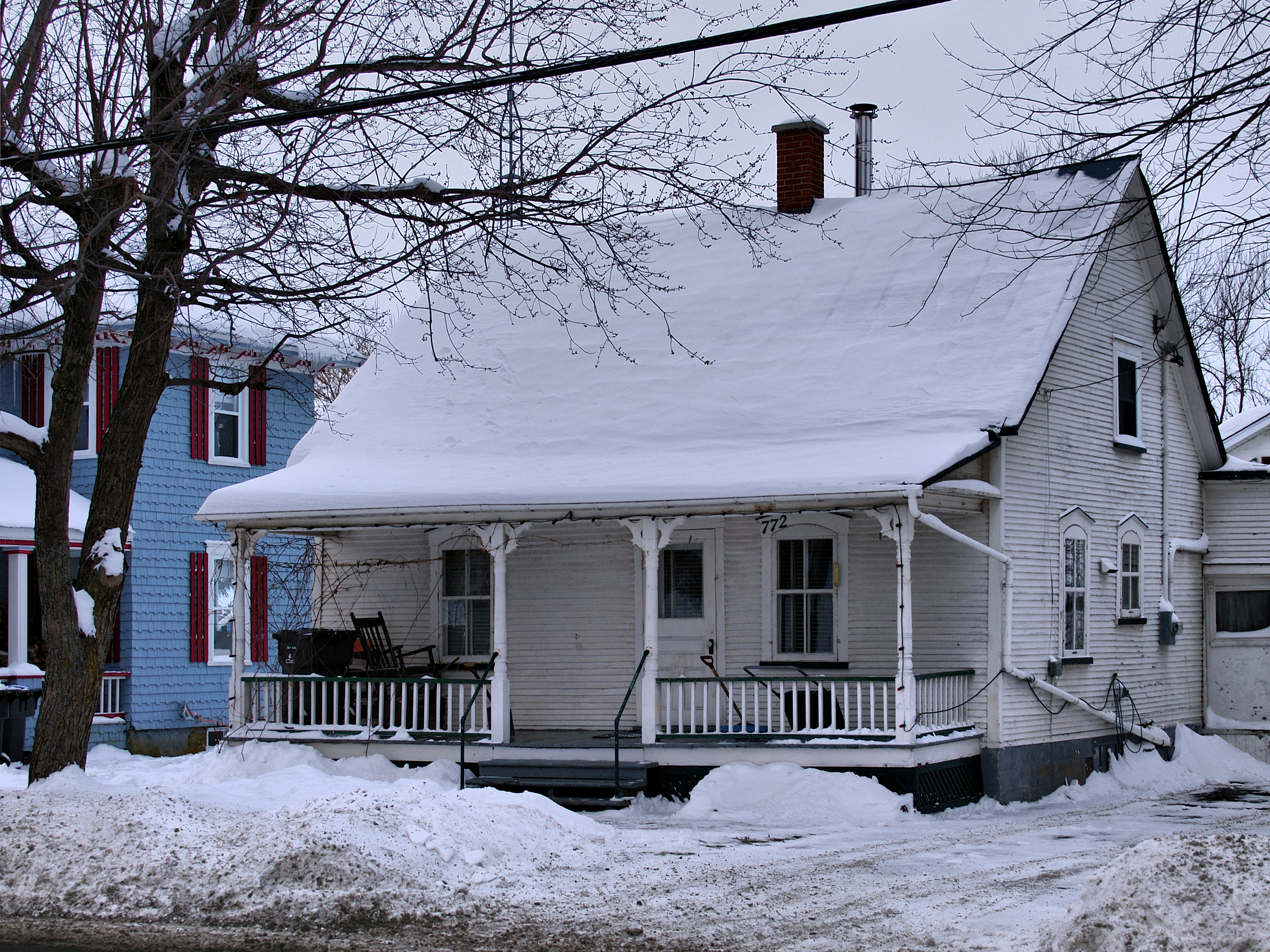
Vieille maison du village
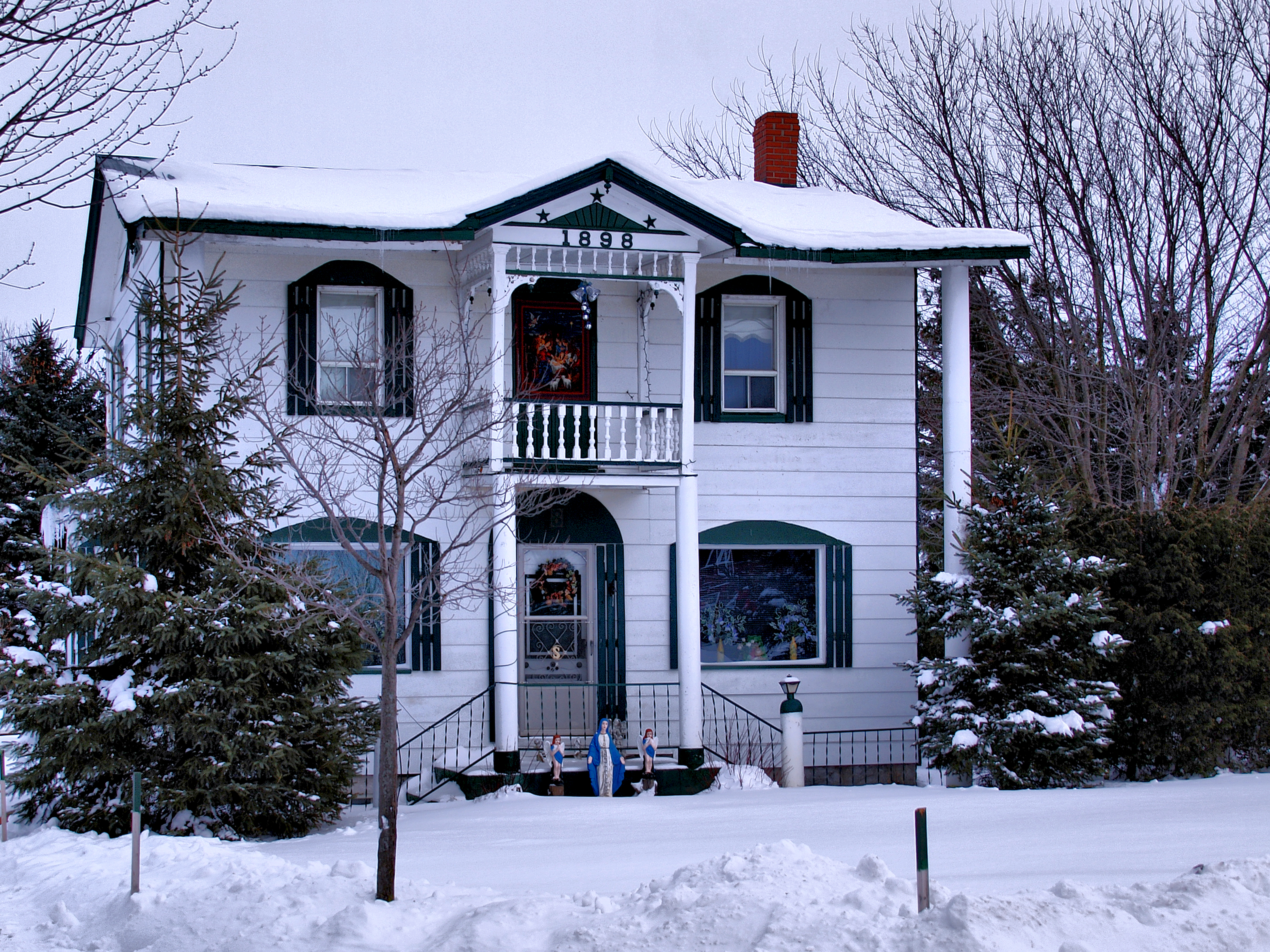
Maison datée de 1898